# جف کاستلو
جف کاستلو (به فرانسوی:  Jef Costello) شخصیت اصلی فیلم سامورایی است که توسط آلن دلون نقش آفرینی شده است و خالق  این شخصیت ژان-پیر ملویل، نویسنده و کارگردان این فیلم بود.

## شخصیت
او شخصیتی کمال گرا و خونسرد دارد. در تمام پلان های فیلم جف کاستلو یک فرد صبور و خونسرد است که بدون گفتن دیالوگ و بوسیله زبان بدن مخاطب به صورت کاریزماتیک به خود جذب میکنه.
جف کاستلو یک قاتل اجیر شده است که براساس فلسفه سامورایی ها عمل میکند که امروزه بسیاری از فیلم های سینمایی از این شخصیت اقتباس کرده اند ، جف کاستلو یکی از تاثیر گذار ترین شخصیت های فیلم های سینمایی تاریخ سینما هستند که آلن دلون با بازی در این نقش خیلی مورد محبوبیت منتقدها و مخاطبین سینما قرار گرفت ، گرچه ژان-پیر ملویل خالق این شخصیت بود اما بدون ایفای نقش آلن دلون به جای این شخصیت این شخصیت ماندار نمیشه. 

## لینک های خارجی
- سامورایی در بانک اطلاعات اینترنتی فیلم‌ها (IMDb)
- سامورایی در آل‌مووی
- Le Samouraï در راتن تومیتوز
- Criterion Collection essay by David Thomson
- مشارکت‌کنندگان ویکی‌پدیا. «Le Samouraï». در دانشنامهٔ ویکی‌پدیای انگلیسی، بازبینی‌شده در ۱ مارس ۲۰۱۴.